# Corps des Guides

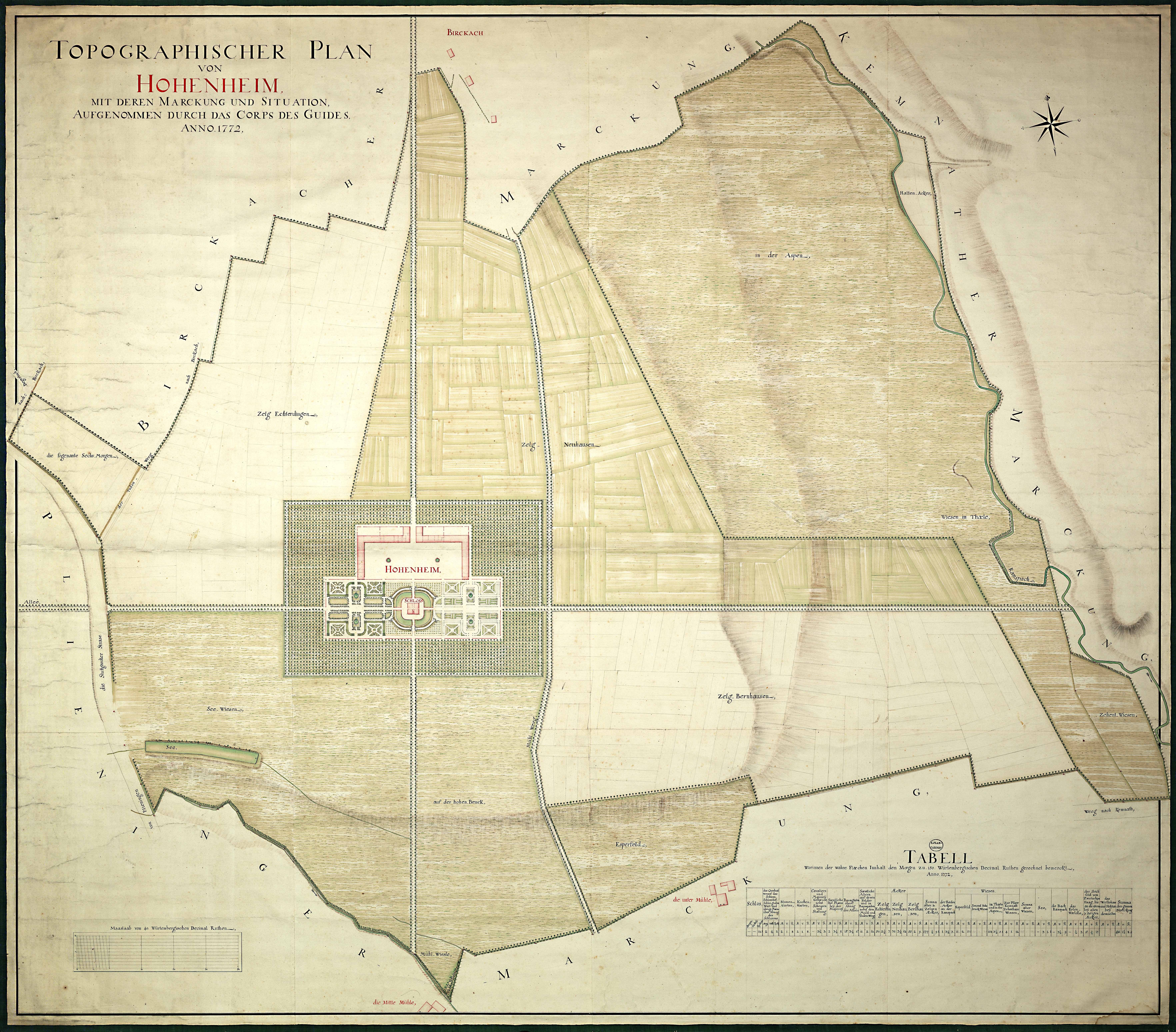
Karte des Corps des Guides von Schloss Hohenheim (1772)

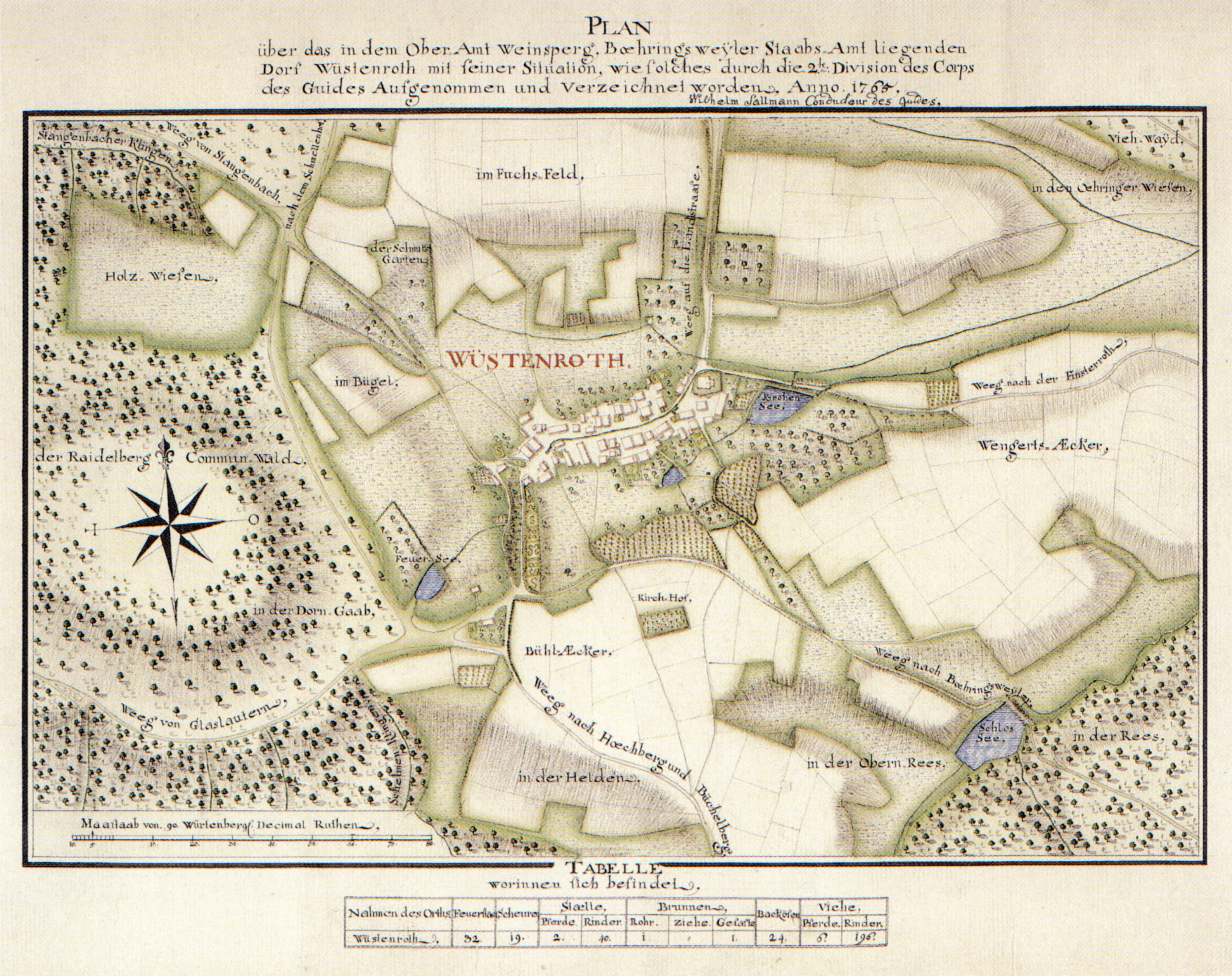
Karte des Corps des Guides von Wüstenrot (1765)

Das Corps des Guides war eine Sondereinheit von Offizieren im Herzogtum und späteren Königreich Württemberg. Sie kartierte in Kriegszeiten die Kriegsschauplätze und in Friedenszeiten württembergische Ämter und Fluren.

## Geschichte und Aufgaben
Der Anfang des Corps des Guides ist im Herbst 1759 zu suchen. Damals brachen die württembergischen Truppen im Siebenjährigen Krieg von Ludwigsburg in die Gegend von Fulda auf. Kurz vor dem Abmarsch wurde noch ein Corps des Guides aus drei Conducteuren und neun Guiden aufgestellt. Das Corps hatte die Aufgabe, das Gelände zu sondieren und Wege zu finden. Es wird vermutet, dass diese Aufgabe schon zu ersten Vermessungen und Kartierungen führte.
Unklar ist, von wem die Initiative ausging, das Corps auch für zivile Vermessungsaufgaben einzusetzen. Möglicherweise war es Generalquartiermeister Ferdinand Friedrich Nicolai, unter dessen Leitung diese Arbeiten begannen. 
Mit den bahnbrechenden Arbeiten Johann Gottlieb Friedrich von Bohnenbergers ging die Führung im Vermessungswesen auf den Tübinger Gelehrten über, der 1818 schließlich die große neue württembergische Landesvermessung in Gang setzte.

## Kartierungsraum
Räumlich lag der Schwerpunkt der Corpsarbeit in den nördlichen und östlichen Ämtern des Herzogtums Württemberg und dem Schwarzwald. Vermutlich war ein das ganze Herzogtum darstellendes Kartenwerk geplant.

## Kartenlegende
In den Karten sind Gewässer türkisgrün, Wege bräunlich, Siedlungen und Gebäude rot, das Gelände je nach Kulturart bräunlich oder grün gezeichnet. Bei den Kulturarten werden Äcker, Wiesen, wüste Felder, Gärten, Weinberge und Wälder unterschieden. Die ausgewogene Beschriftung umfasst Orts- und Gewässernamen sowie die wichtigeren Flurnamen, dazu je nach Notwendigkeit die Bezeichnung besonderer Details.

## Belege
1. ↑  Landesarchiv Baden-Württemberg, 365 Tage Baden-Württemberg, Belser Verlag, 2011, 13. März